# Nikolaj iz Verduna
Nikolaj iz Verduna (1130–1205) je bil francoski umetnik, eden najbolj znanih zlatarjev in emajlerjev srednjega veka. Bil je glavna osebnost romanske umetnosti in vodilna osebnost mosanske umetnosti svojega časa. Ustvarjal je relikviarije, figurice in svečnike, okrašene z dragimi kamni. Potoval je po Evropi, da je izpolnil velika naročila.
V zadnji četrtini 12. stoletja je mozanski umetnik Nikolaj iz Verduna v umetnost uvedel klasično antiko. Bil je izjemen francoski emajlist in zlatar srednjega veka. Njegovo delo prehaja od sloga pozne romanike do zgodnje gotike. V svoji karieri je preživel večino svojega časa na potovanjih v različnih krajih, v katerih je izpolnjeval naročila. Nekatere primere njegovega prehoda v antični slog je mogoče videti v velikih obrtniških kovinskih delih oltarja iz lošča, ki je bil ustvarjen za samostan Klosterneuburg blizu Dunaja okoli leta 1180. Delo razkriva njegovo mojstrstvo v kovini in tehniko emajliranja champlevé. Še pomembnejša je njegova skrinja Treh kraljev v stolnici v Kölnu iz okoli 1200, ki je še boljši primer klasične predstavitve antike (Myers & Copplestone 1985, 350).
Umetnik je pri svojem delu razvil globoko razumevanje za osredotočanje na fizično obliko klasičnih draperij, ki poudarjajo figure, medtem ko so njegovi obrazi podobni klasičnemu bizantinskemu slogu. Nikolaj iz Verduna je bil inovator in mojster kovinar. Ni bilo naključje, da je njegov razvoj razviden v oblikovanju kovin. Zapisi kažejo, da je večino svojega dela namenil figuricam z dragimi kamni, okrašenim svečnikom in skrinjam za relikvije (Myers & Copplestone 1985, 350–351).